# Бурхановский, Василий Васильевич
Василий Васильевич Бурхановский (1867 — ?) — русский военный деятель, генерал-майор. Герой Первой мировой войны, участник Гражданской войны в России на стороне Белой армии.

## Биография
Родился 13 ноября 1867 года в многодетной дворянской семье контр-адмирала Василия Ивановича Бурхановского и его жены Марии Григорьевны.
В службу вступил в 1887 году после Первого кадетского корпуса. В 1888 году после окончания Михайловского артиллерийского училища произведён в подпоручики и выпущен в 27-ю артиллерийскую бригаду. В 1892 году произведён в поручики, в 1896 году в штабс-капитаны, в 1900 году в капитаны и переименован в штабс-капитаны гвардии.
С 1901 года младший офицер батареи, с 1906 года командир полубатареи Константиновского артиллерийского училища, в 1904 году произведён в капитаны гвардии и переименован в подполковники. В 1912 году после окончания Офицерской артиллерийской школы произведён в полковники — командовал батареей, 1-м дивизионом 48-й артиллерийской бригады и 1-м дивизионом 28-й артиллерийской бригады.
С 1914 года участник Первой мировой войны, во главе своего дивизиона. В октябре 1914 года был контужен. В 1915 году награждён Георгиевским оружием и произведён в генерал-майоры, с 1916 года — командир 92-й и 127-й артиллерийских бригад.

Высочайшим приказом от 28 апреля 1915 года за храбрость награждён Георгиевским оружием: 
За то, что при отступлении 30-го августа 1914 года, после боя у д. Дидшуллен, получив приказание отходить к станции Тольминкемен, идя в голове дивизиона, не доходя 1/2 вер. до д. Оженишкен, был неожиданно обстрелян артиллерийским и ружейным огнём немцев, успевших закончить глубокий обход левого фланга нашей позиции. Не растерявшись, снял свои батареи с передков на месте и быстрым и метким огнём прикрыл развёртывание своей колонны. Руководя огнём батарей с дистанции 400 сажен от пехоты противника, своею распорядительностью и личной храбростью помог бригаде выйти из опасного положения
Был женат на Евгении Николаевне Бурхановской, с которой проживал в Санкт-Петербурге на Московском проспекте на территории Константиновского артиллерийского училища. После Октябрьской революции, с 1918 года участник Белого движения в составе ВСЮР. В 1919 году был эвакуирован из Одессы на корабле «Кавказ». С 19 октября 1919 года состоял в резерве чинов войск Новороссийской области. После 25 марта 1920 года местонахождение неизвестно.

## Награды
- Орден Святого Станислава 2-й степени с мечами (ВП 1905; ВП 02.12.1916)
- Орден Святой Анны 2-й степени с мечами (ВП 1908; ВП 23.07.1916)
- Орден Святого Владимира 4-й степени с мечами и бантом (ВП 10.10.1913; ВП 13.10.1914)
- Георгиевское оружие (ВП 28.04.1915)
- Орден Святого Владимира 3-й степени с мечами (ВП 16.05.1915)